# Refuge Hermann-von-Barth
Le refuge Hermann-von-Barth est un refuge de montagne dans les Alpes d'Allgäu. Baptisé en hommage à Hermann von Barth, il se situe au sud du chaînon de Hornbach, au-dessus du Lechtal (de). Le refuge est le plus haut dans les Alpes d'Allgäu. Il appartient à la section de Düsseldorf du DAV et est ouvert de mi-juin à fin septembre. Il y a environ 65 lits. En hiver, dix lits sont disponibles lorsque le refuge est fermé.

## Accès
Le refuge est accessible depuis la commune d'Elbigenalp après trois heures de marche.
Le refuge se trouve sur le chemin Enzensperger (Enzenspergerweg), le sentier principal du chaînon de Hornbach, qui relie le refuge Hermann-von-Barth au Kaufbeurer Haus à l'est (environ 6 heures de marches). Le refuge Kemptner se trouve à l'ouest en passant le Krottenkopf.

## Histoire
Le refuge est construit en 1900. En 1921, il passe de la section de Düsseldorf de l'Akademischer Alpenverein München (de) à celle du Club alpin germano-autrichien puis du Club alpin allemand.
Un téléphérique est installé en 1966.

## Sites à proximité
Les sommets les plus proches du refuge sont le Plattenspitze (2 489 m), l'Ilfenspitzen (de) (2 552 m), le Grosser Krottenkopf (2 656 m), le Balschtespitze (de) (2 499 m) et le Kreuzkarspitze (2 587 m).
Près du refuge, les faces sud-est et sud-ouest du Wolfebnerspitzen (2 432 m) offrent nombre de voies d'escalade rénovées en 1999. Le Marchspitze, le Hermannskarspitze et le Hermannskarturm, plus loin à l'ouest, sont aussi des sites d'alpinisme appréciés, qui n'ont pas été remis en bon état.